# Daveigh Chase
Daveigh Elizabeth Chase (Las Vegas, 24 de julho de 1990) é uma atriz, cantora e dubladora americana. Ela começou sua carreira aparecendo em pequenos papéis na televisão antes de ser escalada como Samantha Darko no filme cult de Richard Kelly, Donnie Darko. Posteriormente, ela forneceria as vozes de Chihiro Ogino na dublagem em inglês do filme A Viagem de Chihiro do Studio Ghibli e Lilo Pelekai no filme de animação da Disney Lilo & Stitch e sua franquia subseqüente, antes de aparecer como Samara Morgan, a criança antagonista no filme de terror de 2002 O Chamado.
Entre 2006 e 2011, ela desempenhou um papel coadjuvante na série Big Love, da HBO, interpretando Rhonda Volmer, uma adolescente sociopata criada em uma família polígama. Em 2009, ela reprisou seu papel como Samantha Darko em S. Darko, uma sequência de Donnie Darko.

## Início da Vida
Chase nasceu em 24 de julho de 1990, em Las Vegas, Nevada. Seu nome foi mudado para Daveigh Elizabeth Chase depois que seus pais, Cathy Chase e John Schwallier, se divorciaram. Chase foi criada em Albany, Oregon.

## Carreira
A grande chance de Chase veio em 2002, quando ela ganhou o papel principal como a voz de uma garota havaiana, Lilo Pelekai, no filme de animação da Disney Lilo & Stitch. O filme relata como Lilo faz amizade com um estranho e destrutivo alienígena azul mal disfarçado de cachorro, a quem ela chama de " Stitch ", e como ela tenta ensiná-lo a se comportar usando a música de Elvis Presley como exemplo. Por sua atuação, Chase iria ganhar um Annie Awards em 2003 e posteriormente viria a estrelar Lilo & Stitch: A Série. Chase também expressou o papel da personagem principal, Chihiro Ogino, uma menina japonesa de 10 anos, na dublagem americana do anime longa japonês A Viagem de Chihiro.
Em 2002, Chase estrelou o papel de Samara Morgan no Longa-metragem, O Chamado. Chase recebeu o prêmio de Melhor Vilão no MTV Movie Awards 2003 por sua atuação, derrotando Mike Myers, Colin Farrell, Willem Dafoe e Daniel Day-Lewis. Na sequência de O Chamado, O Chamado 2 (2005), Chase foi creditada por seu papel como Samara Morgan por causa do uso de imagens de arquivo do primeiro filme, mas Kelly Stables realizou todas as novas imagens de arquivo.
Os principais outros grandes créditos de Chase no cinema e na TV entre 2000 e 2005 foram o filme Donnie Darko (2001), como a irmã mais nova de Donnie, Samantha, e Oliver Beene (2003–2004), como a peculiar namorada de Oliver, Joyce. Outros créditos incluem The Rats (2002), Carolina (2003), R.L. Stine's Haunted Lighthouse (2003), no qual ela interpretou um fantasma voador chamado Annabel, e Beethoven 5 (2003). Ela também fez participações especiais em Touched by an Angel, Charmed, ER: Plantão Médico, Family Law e The Practice.
Em 2006, Chase recebeu o papel de Rhonda Volmer na série dramática da HBO, Big Love, centrada em uma família polígama e seu patriarca, Bill Henrickson , interpretado por Bill Paxton. A Série foca no relacionamento de Henrickson com suas três esposas. O personagem de Chase é a jovem noiva de um profeta, Roman Grant , interpretado por Harry Dean Stanton. 
Leroy & Stitch, o terceiro filme da franquia Lilo & Stitch, foi lançado em 2006 e serve de conclusão para a série Lilo & Stitch: A Série e para toda a franquia. Chase então apareceu na segunda temporada de Big Love , que foi ao ar em 2007. Ela também dublou Betsy na animação Betsy's Kindergarten Adventures no mesmo ano. Ela reprisou seu papel como a irmã mais nova de Donnie Darko, Samantha, no filme S. Darko. A história começa sete anos após o primeiro filme, quando Samantha Darko e seu melhor amigo Corey estão agora com 18 anos e em uma viagem para Los Angeles quando são afligidos por visões bizarras. 
Em 2015, ela estrelou o filme de suspense Killer Crush e o filme de terror independente Wild in Blue. Em 2016, ela estrelou o filme de suspense American Romance com Nolan Gerard Funk, e apareceu no filme de suspense Jack Goes Home com Rory Culkin, Britt Robertson, Lin Shaye e Nikki Reed.

## Vida Pessoal
Chase foi presa em novembro de 2017 por andar em um carro roubado. Ela foi presa novamente em 2018 por acusações de porte de drogas 18 meses depois de supostamente deixar um homem moribundo do lado de fora de uma sala de emergência.

## Filmografia

### Cinema
| Ano  | Titulo                         | Papel                  | Notas              |
| ---- | ------------------------------ | ---------------------- | ------------------ |
| 1999 | Her Married Lover              | Neta                   |                    |
| 2000 | Robbers                        | Filha do Dentista      |                    |
| 2001 | Donnie Darko                   | Samantha Darko         |                    |
| 2001 | A.I. - Inteligência Artificial | Cantora Mirin          | Cenas Deletadas    |
| 2001 | A Viagem de Chihiro            | Chihiro (voz)          | Dublagem em Inglês |
| 2002 | Lilo & Stitch                  | Lilo Pelekai (voz)     |                    |
| 2002 | O Chamado                      | Samara Morgan          |                    |
| 2003 | Haunted Lighthouse             | Annabel                | Curta-metragem     |
| 2003 | Carolina                       | Jovem Georgia Mirabeau |                    |
| 2003 | Silence                        | Rachel Pressman        |                    |
| 2003 | Stitch! O Filme                | Lilo Pelekai (voz)     |                    |
| 2003 | Beethoven 5                    | Sara Newton            |                    |
| 2005 | Círculos                       | Samara Morgan          | Imagens de Arquivo |
| 2005 | O Chamado 2                    | Samara Morgan          | Imagens de Arquivo |
| 2006 | Leroy & Stitch                 | Lilo Pelekai (voz)     |                    |
| 2009 | S. Darko                       | Samantha Darko         |                    |
| 2010 | In Between Days                | Kent                   | Curta-Metragem     |
| 2012 | Yellow                         | Jovem Mary Holmes      |                    |
| 2012 | Little Red Wagon               | Kelley Bonner          |                    |
| 2013 | Madame Le Chat                 | Klutzy                 | Curta-Metragem     |
| 2014 | JacobJoseffAimee               | Aimee                  |                    |
| 2015 | Wild In Blue                   | Rachel                 |                    |
| 2016 | Jack Goes Home                 | Shanda                 |                    |
| 2016 | American Romance               | Krissy Madison         |                    |
| 2017 | O Chamado 3                    | Samara Morgan          | Imagens de Arquivo |

### Televisão
| Ano       | Titulo                            | Papel                               | Notas                                                                        |
| --------- | --------------------------------- | ----------------------------------- | ---------------------------------------------------------------------------- |
| 1998      | Sabrina, Aprendiz de Feiticeira   | Garotinha                           | Episódio: "Christmas Amnesia"                                                |
| 1999      | Michael Landon, The Father I Knew | Shawna Landon (8 anos)              | Filme para Televisão                                                         |
| 2000      | Charmed: Jovens Bruxas            | Christina Larson (jovem)            | Episódio: "Pardon My Past"                                                   |
| 2000      | The Practice                      | Jennifer Wakefield                  | Episódio: "Appeal and Denial"                                                |
| 2000      | ER: Plantão Médico                | Taylor Walker                       | Episódio: "The Greatest of Gifts"                                            |
| 2000      | From Where I Sit                  | Anna                                | Filme para Televisão                                                         |
| 2000      | Edgar MaCobb Presents             | Sally                               | Filme para Televisão                                                         |
| 2001      | Yes, Dear                         | Brooke                              | Episódio: "The Big Snip"                                                     |
| 2001      | Lot                               | Peggy Franklin                      | Episódio: "Kids"                                                             |
| 2001      | That's Life                       | Mary-Ellen                          | Episódio: "Boo!"                                                             |
| 2001      | Touched by an Angel               | Heather Albright                    | Episódio: "Heaven's Portal"                                                  |
| 2001      | Inside Schwartz                   | Randi Johnson                       | Episódio: "Comic Relief Pitcher"                                             |
| 2001      | Say Uncle                         | Lucy Janik                          | Filme para Televisão                                                         |
| 2002      | Family Law                        | Jamie Garibaldi                     | Episódio: "Blood and Water"                                                  |
| 2002      | Ratos em Nova York                | Amy Costello                        | Filme para Televisão                                                         |
| 2003      | Fillmore!                         | Joyce Summitt, Tracy Mabini (vozes) | Episódios: "Of Slain Kings on Checkered Fields", "Links in a Chain of Honor" |
| 2003      | Oliver Beene                      | Joyce                               | Papel Principal, 23 episódios                                                |
| 2003–2006 | Lilo & Stitch: A Série            | Lilo Pelekai (voz)                  | Papel principal; 65 episódios                                                |
| 2004      | CSI: Investigação Criminal        | Tessa Press                         | Episódio: "Turn of the Screws"                                               |
| 2004      | Cold Case                         | Ariel Shuman                        | Episódio: "The Sleepover"                                                    |
| 2006–2011 | Big Love                          | Rhonda Volmer                       | Papel Principal, 32 episódios                                                |
| 2007      | Betsy's Kindergarten Adventures   | Betsy (voz)                         | Papel Principal; 58 episódios                                                |
| 2008      | Without a Trace                   | Diana Reed                          | Episódio: "A Bend in the Road"                                               |
| 2009      | Mercy                             | Ashley Jeffries                     | Episódio: "I'm Not That Kind of Girl"                                        |
| 2015      | Killer Crush                      | Paige York                          | Filme para Televisão                                                         |

### Video games
| Ano  | Titulo                             | Papel        | Notas  |
| ---- | ---------------------------------- | ------------ | ------ |
| 2002 | Disney's Lilo & Stitch             | Lilo Pelekai |        |
| 2002 | Lilo & Stitch: Trouble in Paradise | Lilo Pelekai |        |
| 2002 | Lilo & Stitch: Hawaiian Adventure  | Lilo Pelekai |        |
| 2016 | Let It Die                         | Kiwako Seto  | [ 11 ] |

## Prêmios e Indicações
| Ano  | Trabalho Indicado   | Prêmio                              | Categoria                                                                  | Resultado | Refs   |
| ---- | ------------------- | ----------------------------------- | -------------------------------------------------------------------------- | --------- | ------ |
| 2002 | Touched by an Angel | Young Artist Awards                 | Melhor Performance em Série Dramática de TV: Atriz Convidada Jovem         | Indicada  |        |
| 2003 | O Chamado           | Phoenix Film Critics Society Awards | Melhor Performance de um Jovem em Papel Principal ou Coadjuvante: Feminino | Indicada  |        |
| 2003 | O Chamado           | MTV Movie Awards                    | Melhor Vilão                                                               | Venceu    |        |
| 2003 | Lilo & Stitch       | Annie Awards                        | Melhor dublagem em produção de animação                                    | Venceu    | [ 12 ] |
| 2003 | Lilo & Stitch       | Phoenix Film Critics Society Awards | Melhor Performance de um Jovem em Papel Principal ou Coadjuvante: Feminino | Indicada  |        |
| 2003 | Lilo & Stitch       | Young Artist Awards                 | Melhor desempenho em um papel de dublador: 10 anos ou menos                | Venceu    |        |